# رد پایی از خود نگذار

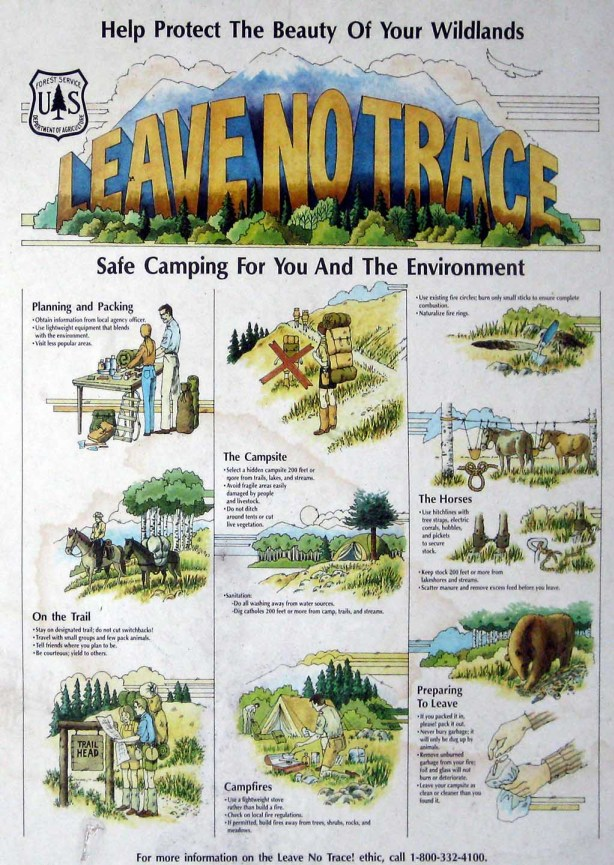
رد پایی از خود نگذار

رد پایی از خود نگذار (LNT) به مجموعه‌ای از آموزش‌ها و رهنمودهای اخلاقی در مورد حفظ محیط زیست گفته می‌شود. این فعالیت‌ها توسط یک سازمان مردم نهاد هماهنگ می‌شود که این اصول را می‌آموزد. اصول LNT برای ترویج حفاظت از فضاهای باز و محیط زیست طراحی شده‌است. سازمان رد پایی از خود نگذار برای این به وجود آمده است که به مردم در مورد تأثیرشان بر طبیعت آموزش‌های لازم را بدهد و همچنین به عنوان اصول LNT برای جلوگیری و به حداقل رساندن اثرات مضر بر طبیعت است.
رد پایی از خود نگذار از هفت اصل تشکیل شده‌است: از پیش برنامه ریزی کن و آماده باش، روی سطوح بادوام سفر کن و چادر بزن، زباله را در مکان‌های در نظر گرفته شده، دور بریز، آن را که پیدا می‌کنید در جایش خودش بگذارید بماند، اثرات آتش اردوی خود را به حداقل برسانید، به حیات وحش احترام بگذارید، و حقوق بازدید کنندگان دیگر را لحاظ بفرمایید.
اصول "رد پایی از خود نگذار" برای کودکان و نوجوانان در مورد رفتار مناسب پیاده‌گردی:
- در مورد جایی که می‌روی، قبل از اینکه بروی بدان
- راه درست را انتخاب کن
- زباله در سطل زباله
- هر چه را که پیدا می‌کنی سر جایش بگذار
- با آتش محتاط باش
- به حیات وحش احترام بگذار
- با بازدید کنندگان دیگر مهربان باش.[۱]

## تاریخچه
در اواسط قرن بیستم یک تغییر فرهنگی در اصول اخلاقی استفاده از وسائل چوبیحیات وحش به وجود آمد، که در آن به بازدید کنندگان حیات وحش که توانایی خود را دراتکا بر منابع طبیعی حفظ می‌کردند، جایزه می‌دادند. "رد پایی از خود نگذار" در دهه‌های ۱۹۶۰ و ۷۰ شروع شد. در آن زمان، به خاطر ایجاد تجهیزات جدید تفریحی مانند اجاق گاز سفید، چادر مصنوعی، و کیسه خواب افزایش زیادی در بازدید از حیات وحش پیش آمد. این امر منافع تجاری را در تفریحات در فضای باز قرار داد که به نوبه خود باعث افزایش تعداد بازدید کنندگان از پارک‌های ملی شد. در این دهه، خدمات جنگل ایالات متحده، دفتر مدیریت زمین، و خدمات پارک ملی شروع به آموزش بازدید کننده‌های خود در مورد چگونگی حداقل تأثیر بر روی زمین کردند.